# Miks Bumbullis
Miks Bumbullis. Eine litauische Geschichte sind Titel und Untertitel einer 1917 publizierten naturalistischen Heimat-Erzählung Hermann Sudermanns. Die Kriminalhandlung spielt im ländlichen litauischen Milieu Ostpreußens.

## Inhalt
In einem ostpreußischen Dorf an der Grenze zu Russland lebt eine vorwiegend Litauisch sprechende Bevölkerung, die neben dem Christentum an Dämonen und Feen in der Tradition der baltischen Mythologien glaubt. Sie lebt vorwiegend von der Landwirtschaft, aber auch vom Schmuggel über die Grenze und der Wilderei. Dadurch geraten viele junge Männer in Konflikt mit den deutschen Behörden. In Sudermanns Geschichte hat ein alter strenger „Hegemeister“ nicht nur gewerbsmäßige, sondern auch kleine „Gelegenheitswilderer“ vor Gericht gebracht, und einige haben ihm Rache geschworen.
Der Mord
Die Novelle beginnt mit der Rückkehr Grigas’ und Eves vom Johannisfeuer ins Forsthaus (Kap. 1). Im Zimmer entdecken die beiden die Leiche ihres Herrn und, in seinen Armen schlafend, die vierjährige Annike, ein weitläufig mit ihm verwandtes Waisenkind, das der Hegemeister bei sich aufgenommen hat.
Der Verdacht fällt sofort auf Miks Bumbullis, den der Förster vor zwei Tagen bei der Wilderei gestellt und entwaffnet hat und auf den nun ein Gerichtsprozess wartet. Er ist für sein ungebärdiges und zügelloses Treiben in den Wirtshäusern der Umgebung bekannt und als Abenteurer bei den Frauen beliebt. Die Witwe Alute Lampsatis, eine hübsche rotblonde Dreißigerin und Hofbesitzerin mit 120 Morgen, hat sogar mehrmals um ihn, den Kumpan ihres an einer Krankheit verstorbenen Mannes, geworben, aber er wollte sich nicht binden.
Beim Verhör der Gerichtskommission (Kap. 2) und bei der Verhandlung vor dem Schwurgericht (Kap. 3 und 4) kann Miks ein Alibi für die Tatzeit vorweisen: Er verbrachte die Nacht in Alutes Bett. Er wird wegen des Mordes freigesprochen und erhält für die Wilderei eine zweijährige Gefängnisstrafe.
Durch ein Gespräch Miks mit Alute nach seiner Entlassung erfährt der Leser, dass er der Täter war. Alute hat ihn zum Mord angestiftet, um ihn von sich abhängig zu machen und als Ehemann an sich zu binden. Die intelligente Frau überredete ihn dazu, ihren Mann, seinen Jagd-Kumpel, den der Förster wegen Wilderei ins Gefängnis gebracht hatte, zu rächen, Für die Tat und die Aussagen vor Gericht entwickelte sie einen raffinierten Plan, den der geistig ihr unterlegene Miks ausführen musste: In der Johannisnacht war das Dienstpersonal des Försters nicht im Haus und Miks konnte ihn mit Lampsatis‘ Gewehr durch das Fenster erschießen. Bei seiner Verhaftung gab er als Alibi einen Einbruch im Haus der Witwe an. Er wollte dort das Gewehr seines Kumpans stehlen, weil sein eigenes beschlagnahmt worden war, um bewaffnet über die Grenze zu fliehen. Er fand dieses Gewehr jedoch nicht, schlich an der schlafenden Witwe vorbei und stieg durchs Fenster, um nicht von Alutes Nichte Madlyne im Haus gesehen zu werden. Madlyne übernahm im Plan die Rolle der neutralen Zeugin und gab an, den Ausstieg Miks aus dem Fenster des mit dem Schlafzimmer der Tante verbundenen Raumes bei ihrer Rückkehr beobachtet zu haben. Alute rechnete damit, dass das Gericht Miks Aussage nicht glaubt, da es Gerüchte über seine Affäre mit ihr gibt, und verstärkte diese Zweifel, indem sie beim Verhör zuerst die Ehrbare spielte, die im Schlaf vom Einbruch nichts gemerkt habe (Kap. 3). Erst kurz vor ihrer Vereidigung entschloss sich Miks, die „Wahrheit“ zu sagen. Um sie vor einem Meineid zu bewahren, bekannte er, mit Alute die Nacht verbracht zu haben, und sie musste ihre Affäre schließlich zugeben. Damit war das Gericht von seinem Alibi überzeugt und sprach ihn frei, doch sie hat ihn jetzt in der Hand.
Annike
Der Mord scheint Miks nicht sehr zu beschäftigen, aber offenbar der Gedanke, beinahe mit dem Förster die kleine Annike erschossen zu haben. Zudem hat er ihr den Beschützer genommen. Das Waisenkind wird von der Gemeinde an die Familie des Häuslers Kibelka in Wiszellen versteigert, die den geringsten Betrag für den Unterhalt fordert. Der Pflegevater ist Alkoholiker und kann kaum die drei eigenen Kinder ernähren. So führt Annike ein Randdasein und verwahrlost. (Kap. 5).
Nach seiner Entlassung zieht Miks nicht wie verabredet zu Alute, sondern wird Losmann bei den Kibelkas, um die fast 7-jährige Annike zu beschützen (Kap. 5 und 6). Um die Stelle als Knecht zu bekommen, verzichtet er auf seinen Lohn. Er muss jedoch sein Motiv geheim halten und unterstützt mit Wilderei das Leben der ganzen Familie. Durch Rehbraten wird auch Annike besser ernährt und von der neuen Kleidung für die Kinder profitiert v. a. sein Mündel. Er sorgt auch für die Gleichbehandlung der Kinder, so dass auch Annike die Schule besuchen darf.
Drei Monate nach seiner Entlassung, in der Weihnachtszeit, lauert Alute Miks auf und wirft ihm vor, sich nicht an sein Versprechen gehalten zu haben, sie zu heiraten (Kap. 7). Vielmehr kümmere er sich als Knecht um das Mündel des Försters. Miks handelt eine Bedenkzeit bis Fastnacht aus. Als diese Frist abgelaufen ist, erhält er Besuch von Madlyne (Kap. 8). Sie warnt ihn, Alute werde der Polizei die Wahrheit über den Mord aufdecken, wenn er nicht zu ihr zurückkehre. Miks knüpft seine Zusage an die Bedingung, Annike aufzunehmen. Am Himmelfahrtstag feiern Alute und Miks in großer Festgesellschaft nach altem Brauchtum ihre Hochzeit (Kap. 9). Er ändert von jetzt an sein Leben, wird ein fleißiger Landwirt, gibt das Wirtshausleben, die Wilderei und den Schmuggel auf und kümmert sich gemeinsam mit Madlyne um Annike. Alute hält sich zurück, denn sie ist auf das Mädchen eifersüchtig. Auch hat ihr der frühere Abenteurer mehr gefallen als der ordentliche Bauer. Die Stimmung der Eheleute verschlechtert sich, und Miks geht in die Wirtshäuser und nimmt sein unsolides Leben abends und nachts wieder auf. Zu Hause entgleitet ihm die Familiensituation. Eines Tages weist ihn Madlyne darauf hin, dass Annike immer ängstlicher und schwächer wird und dass Alute das Kind schlägt, wenn er nicht da ist. Er beobachtet seine Frau bei einer solchen Aktion und verprügelt sie im Zorn. Eine weitere Komplikation für die Beziehungssituation ist Madlynes Liebe zu ihm. Zwar wird sie von vielen jungen Männern umworben, aber sie weicht wegen Miks einer festen Bindung aus. (Kap. 10)
Giltine
Im November wird Miks vom neuen Förster beim Wildern erwischt und zu drei Jahren Gefängnis verurteilt. Jetzt kann er Annike nicht mehr beschützen. Seine Frau wirft ihm, „im neuen weißen Schafspelz“ gekleidet, vor, er habe alles verdorben, aber verspricht ihm, gut zu dem Kind zu sein (Kap. 11). Nach zwei Jahren erhält er im Gefängnis die Nachricht vom Tod Annikes (Kap. 12) Seine Frau schreibt ihm, das Mädchen sei an Fallsucht erkrankt und trotz ihrer Behandlung mit einem Zaubertrank aus Kreuzottersud gestorben. Sie habe ihm ein würdiges Begräbnis ausgerichtet. Seit dieser Mitteilung hat Miks nachts Träume, in denen ihm Annike in verschiedenen Gestalten erscheint.
Nach seiner vorzeitige Entlassung kehrt er in Alutes Haus zurück (Kap. 13). Damit das Mädchen zur Ruhe kommt, bringt er der Todesgöttin Giltinė ein Opfer und vergräbt in ihrem Grab einen Topf mit Speise und Trank. Darauf hören die Erscheinungen auf. Doch die Situation eskaliert, als Madlyne ihm ein Geheimnis verrät, nachdem er zu ihr ins Bett gekommen ist: Alute habe Annike getötet, aber es gebe keinen Beweis dafür. Darauf will Miks seine Frau mit einem Beil erschlagen. Sie flüchtet sich zur Polizei und gesteht ihren Meineid, wodurch sie dem Mörder ein Alibi gegeben habe. Miks wird steckbrieflich gesucht und flieht über die russische Grenze. Alute weiß, dass er eines Nachts zu Annikes Grab zurückkehren wird, um Giltine zu opfern. Hier wird er von der wahnsinnig gewordenen Alute und Polizisten erwartet: „Er [sieht] gleichsam durch sie hindurch und [schreitet] weiter – seinem Schicksal entgegen.“

## Litauische Geschichten
Wie in den anderen Erzählungen der Sammlung, „Die Reise nach Tilsit“, „Jons und Erdme“ und „Die Magd“, gibt es in „Miks“ ähnliche personale Konstellationen und Frauengestalten im Spannungsfeld zwischen den baltischen Göttinnen Laime und Giltinė und Themen wie Schuld und Sühne durch den Tod. „Die Landschaft und die Gemeinschaft der Menschen erscheinen als ungeschichtliche, sozialen und ökonomischen Wandlungen enthobenen Gegebenheiten, die individuelles Leid gelassen überdauern.“ Damit führe Sudermann eine „restaurative Tendenz“ fort, die in „sogenannter Heimatdichtung“ immer wieder auftrete. Die Landschaftsschilderungen der „Litauischen Geschichten“ seien aus den „plastischen Kindheitseindrücken“ des Autors hervorgegangen. Durch vorwiegend parataktische Sätze, den Verzicht auf Rückblenden und Reflexionen und den „fast naturalistischen Tonfall“ entstehe eine „gewisse erzählerische Unmittelbarkeit“, die dem „unreflektierten Verhalten“ der Figuren entspreche.

## Rezeption
Nach Sprengel wurde der beim Publikum sehr erfolgreiche Erzähler und Dramatiker Sudermann bis weit ins 20. Jahrhundert unterschiedlich rezipiert: Seine spannungsreichen Erzählungen mit sicherem Gespür für Effekte wurden einerseits als Trivialliteratur bewertet, andererseits stellten ihn die aktuellen Bezüge und sein liberales Engagement in die Nähe zur literarischen Moderne. Sein durchaus reflektierter, aber ungebrochener Umgang mit überlieferten literarischen Modellen, Klischees und Artefakten steigern jedoch das Pathos der Empfindung, das den Lesern vermittelt werden soll.

## Adaptionen
- Fernsehfilm „Miks Bumbullis“ (1971) ZDF (1 Std. 40 Min.). Regie: Günter Gräwert. Musik: Erich Ferstl. Besetzung: Siegfried Wischnewski (Miks Bumbullis), Dagmar von Kurmin (Alute Lampsatis), Doris Kunstmann (Madlyne), Edit Moldovanyi (Anikke), Bum Krüger (Kibelka), Elisabeth Goebel (Frau Kibelka),
- Hörbuch: „Miks Bumbullis, der Wilderer“. (1:46:33) Sprecher: Albert Gehlen. Verlag Albert Gehlen (August 2007)